# Gilles Bensimon
Pour les articles homonymes, voir Bensimon (homonymie).
Ne pas confondre avec la marque de mode Bensimon
Gilles Bensimon, né le 1er mars 1944 à Vic-sur-Cère, est un photographe de mode français.

## Biographie
Gilles Bensimon est le premier enfant d’une fratrie de quatre garçons. Sa famille est constituée de marchands d’art et d’artistes. Il souffre de dyslexie, ce qui l’amène à beaucoup dessiner et à entamer une carrière artistique.
Son premier appareil lui sert à prendre une photo de son frère Renaud. Pendant de longues années, il ne touchera plus un appareil.
Marié à Pacha Bensimon, conceptrice publicitaire, de 1967 à 1983, il a une première fille, Alice Bensimon, née en 1973. Il se marie ensuite au top model Elle Macpherson, ainsi qu'à l'ex-mannequin Kelly Killoren (en) dont il divorce en juillet 2007 et avec qui il a deux filles : Sea Louise Bensimon, née en 1998, et Thadeus Ann Bensimon, née en 2000. Il est, depuis les années 1980, très proche du couturier Azzedine Alaïa. 

## Vie professionnelle

### Photographe de mode
En 1967, il débute très jeune une longue collaboration avec le magazine ELLE. En 1985, lorsque le ELLE américain est lancé, il s'installe à New York, il en devient le directeur en 1999. Pour le magazine, il photographiera Christy Turlington, Cindy Crawford, Naomi Campbell, Tyra Banks, Yasmin Le Bon, Elle Macpherson, Madonna, Gwyneth Paltrow, Sharon Stone, Keira Knightley, Beyoncé, Jennifer Lopez, Reese Witherspoon, Sarah Jessica Parker, Halle Berry et Uma Thurman.
En parallèle, il travaille avec des marques de cosmétiques telles que Kohl’s, Maybelline ou Clarins.
En décembre 2020, ELLE célèbre ses 75 ans et fait paraître pour l'occasion un numéro spécial avec 7 couvertures différentes dont il réalise toutes les photos. On y retrouve notamment Elle Macpherson et ses fils, Christiane Taubira et Leïla Slimani, Jane Birkin et ses filles Lou Doillon et Charlotte Gainsbourg.

### Photographe artistique
Depuis une vingtaine d’années, il continue à faire des photographies pour les magazines de mode et pour la publicité, et développe également une activité de photographe artistique. En 2012, il expose sa série de photographies Watercolour à la galerie de Katia Granoff à Paris ainsi qu’à la Hamilton Gallery à Londres. En 2018, il crée la série Gris-Gris qu’il expose à la Galerie Gobbi Fine Arts à New York. Les Gris-Gris sont des objets collectés à travers le monde, qu’il assemble, met en scène et photographie pour créer une atmosphère mystique.